# Joachim Bang
Hans Joachim Bang nacido el 26 de enero de 1946 y fallecido el 22 de diciembre de 2005, fue un escultor danés. 
Hijo del diseñador en vidrio Jacob E. Bang y hermano del artista del vidrio Michael Bang (n. 1944).
Siguió las enseñanzas de su padre hasta 1970. Como escultor fue autodidacta, dedicándose a la escultura desde 1986. Exposiciones en los años 1986 - 2005.
Trabajó también en proyectos de música, incluyendo entre otras su cooperación con Palle Mikkelborg y Gert Sorensen. 

## Condecoraciones
Køge Sygehus , Vordingborg Statsseminarium y Bybækskolen en Farum .